# Quatre Heures du matin (film, 1965)
Pour les articles homonymes, voir Quatre Heures du matin.
Pour plus de détails, voir Fiche technique et Distribution.
Quatre Heures du matin (Four in the Morning) est un film britannique réalisé par Anthony Simmons, sorti en 1965.

## Fiche technique
- Titre français : Quatre Heures du matin[1]
- Titre original britannique : Four in the Morning
- Réalisation : Anthony Simmons
- Scénario : Anthony Simmons
- Production : John Morris
- Musique : John Barry
- Photographie : Larry Pizer
- Montage : Fergus McDonell
- Pays d'origine : Royaume-Uni
- Format : Noir et blanc
- Genre : Drame
- Durée : 94 minutes
- Date de sortie :
  - Suisse : 25 juillet 1965 (Festival du film de Locarno)
  - Canada : 9 août 1965 (Festival du film de Montréal)
  - Royaume-Uni : 16 décembre 1965
  - France : 27 avril 1966[1]

## Distribution
- Ann Lynn (en) : La fille
- Norman Rodway : L'époux
- Judi Dench : L'épouse
- Brian Phelan : Le garçon
- Joe Melia : Le copain

## Récompenses
- Léopard d'or au Festival de Locarno